# Sarah Amiri
Sarah bint Yousef Al Amiri (em árabe: سارة بنت يوسف الأميري, nascida em 1987) é Ministra de Estado para Educação Pública e Tecnologia Avançada e Presidenta do Conselho de Administração do Emirates Schools Establishment. Ela é ex-Ministra de Estado para Tecnologia Avançada do Ministério da Indústria e Tecnologia Avançada do governo dos Emirados Árabes Unidos. Al Amiri também é presidente da Agência Espacial dos Emirados Árabes Unidos e do Conselho de Cientistas dos Emirados Árabes Unidos e vice-gerente de projetos da Missão Mars dos Emirados.

## Infância e educação
Sarah Al Amiri nasceu nos Emirados Árabes Unidos em 1987. Ela cresceu em Abu Dhabi, capital dos Emirados Arabes Unidos. Ela estudou ciência da computação na American University of Sharjah, obtendo bacharelado e mestrado. Sarah sempre se interessou por engenharia aeroespacial, mas cresceu em uma época em que os Emirados Árabes Unidos não tinham um programa espacial.

## Pesquisa e carreira
Sarah Al Amiri iniciou sua carreira no Emirates Institution for Advanced Science and Technology, onde trabalhou no DubaiSat-1 e no DubaiSat-2. Em 2018, ela foi nomeada presidente do Conselho dos Emirados Árabes Unidos para a Quarta Revolução Industrial e, em 2016, chefe do Conselho Científico dos Emirados.
Ela é a líder científica da missão Emirates Mars, Hope. A missão tem parceria com a University of Colorado Boulder, University of California, Berkeley e Arizona State University, todas nos Estados Unidos. Ela falou no TEDxDubai Salon sobre a missão Hope Mars. Em novembro de 2017, Sarah Amiri se tornou a primeira emiradense a falar em um evento internacional do TED quando falou sobre a Missão Hope Mars na Louisiana. A missão foi lançada em julho de 2020 e chegou a Marte em fevereiro de 2021 para coincidir com o 50º aniversário dos Emirados Árabes Unidos. Em 2015, o Fórum Econômico Mundial a homenageou como uma de suas 50 Jovens Cientistas por suas contribuições ao Fórum Econômico Mundial de ciência, tecnologia e engenharia.
Em outubro de 2017, Sarah Amiri foi nomeada Ministra de Estado para Ciências Avançadas no Gabinete dos Emirados Árabes Unidos. Em um esforço para aumentar a colaboração científica global, Al Amiri visitou instituições científicas dos EUA em novembro de 2017. Em maio de 2022, Sheikh Mohammed bin Rashid, vice-presidente dos Emirados Árabes Unidos e governante de Dubai, nomeou a Sra. Sarah Al Amiri como Ministra de Estado para Educação Pública e Tecnologia Futura e Presidenta do Conselho de Administração da Emirates Schools Establishment.

## Reconhecimento
Ela estava na lista das 100 mulheres da BBC (BBC) anunciada em 23 de novembro de 2020. Em fevereiro de 2021, ela também foi nomeada no 2021 Time 100 Next, uma lista anual das próximas 100 pessoas mais influentes.